# Rio Subaé
Rio Subaé är ett vattendrag i Brasilien.   Det ligger i delstaten Bahia, i den östra delen av landet, 1 100 km öster om huvudstaden Brasília.
Omgivningarna runt Rio Subaé är huvudsakligen savann. Runt Rio Subaé är det ganska tätbefolkat, med 179 invånare per kvadratkilometer.